# 格奥格·诺尔特
格奥格·诺尔特（Georg Nolte，1959年10月3日—），生于德国波恩，德国国际法学家。柏林洪堡大学法学系国际法教授。2021年2月起代表德国担任海牙国际法院大法官。

## 生平
诺尔特的父亲是出色的历史学家和哲学家。诺尔特在1977年至1983年于柏林自由大学和日内瓦大学学习法律、国际关系和哲学。1984年至1990年间，他在位于海德堡的马克思普朗克国际公法与外国公法研究所担任初级研究员，并于1991年获得海德堡大学法学博士。1990年至1992年间在莱比锡大学和纽约大学法学院担任访问学者。1992年至1999年间，他在马克思普朗克国际公法与外国公法研究所担任高级研究员, 并于1998年完成教授资格论文。
1999年至2004年间，诺尔特任哥廷根大学国际公法教授并于2004年担任该校法律系的系主任。2004年至2008年间，他接替布鲁诺·西玛任慕尼黑大学国际公法教授。2008年，他接替克里斯蒂安·托姆沙特担任柏林洪堡大学国际公法讲席教授。同时，他也是柏林社会科学学术研究中心内的全球宪政中心的主任。
2000年，在欧盟创建共同安全与防御政策的努力框架下，他接受德国国防部的委托，领导一个关于欧洲军事法律制度的比较研究项目。该项目最终在2003年以《欧盟军事法律制度》成书而结项。 诺尔特在该书序言中倡导为建立一支欧洲军事力量必须更好地了解各盟国的军事法律制度。
2003年至2004年，诺尔特曾任牛津大学万灵学院访问学者。2004年担任巴黎第二大学 （暨先贤祠-阿萨斯大学）访问教授。2013年至2014年担任普林斯顿大学法律与公共事务项目访问学者。2000年至2007年担任欧洲委员会下的欧盟法治民主委员会暨威尼斯委员会委员。2006年起，他担任德国外交部国际公法顾问委员会委员。 他也是哥廷根国际法杂志的顾问团成员。
2007年，诺尔特被联合国大会选举为国际法委员会委员，并于2011以所有候选人中最高票再次当选。 2017年，他被选举为国际法委员会主席。 
2013年至2017年间，诺尔特担任德国国际法协会主席。2019年，他被选举为国际法研究院成员。